# Imants Lancmanis

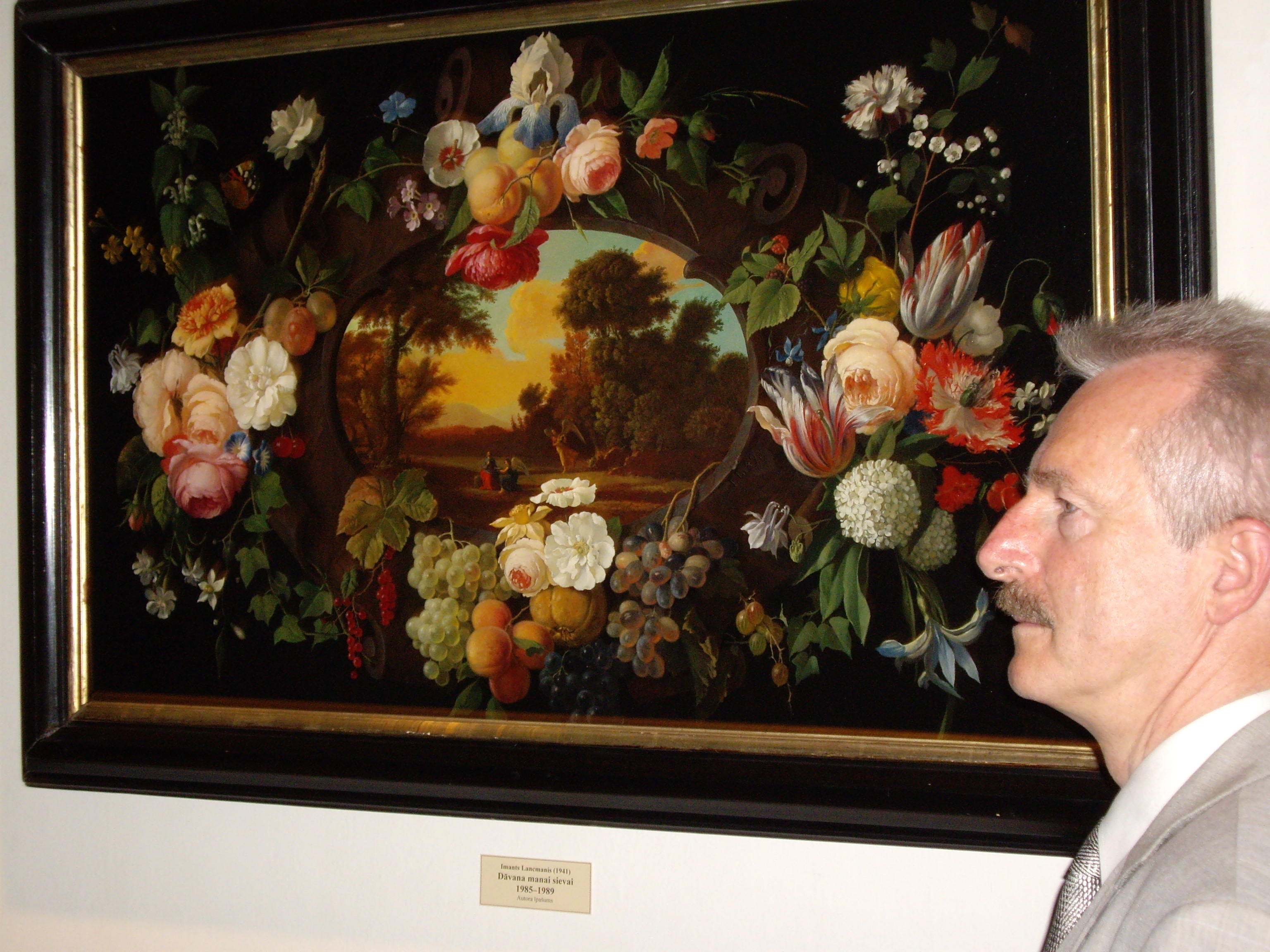
Imants Lancmanis vor einem Rosengemälde von eigener Hand (2007)

Imants Lancmanis  (* 29. Juli 1941 in Riga) ist ein lettischer Kunsthistoriker, Maler, Restaurator und Autor mehrerer Bücher und vieler Artikel zur Kunstgeschichte Lettlands.

## Berufsweg
Imants Lancmanis studierte von 1961 bis 1966 Malerei an der Kunstakademie in Riga. 1964 wurde er wissenschaftlicher Mitarbeiter im Schloss Ruhenthal (lett. Pils Rundāle), damals eine Zweigstelle des Kunst- und Heimatmuseums Bauske (Bauska). Als Schloss Ruhenthal 1972 als Museum Eigenständigkeit erhielt, wurde er dessen stellvertretender Direktor. 1975 zum Direktor ernannt stand er bis Ende 2018  dem   Schlossmuseum Ruhenthal/Rundāles pils vor. Er setzte sich für den Erhalt und die Renovierung der großen Schlossanlage ein und leitete die 1972 begonnene Sanierung und Restaurierung des durch Kriegs- und Sowjetzeit in Mitleidenschaft gezogene Schlossensembles und der Gartenanlagen. 
In den Jahren nach dem Zweiten Weltkrieg rettete er deutsch-baltische Kulturgegenstände aus Kirchen und Herrenhäusern vor Plünderung und Zerstörung und stellte diese im Schloss aus.
Von 1971 bis 1988 lehrte er an der Kunstakademie Riga Stilgeschichte.
Mit eigenen Bildern beteiligte er sich an mehreren Kunstausstellungen in Lettland, Warschau und Sankt Petersburg.

## Wissenschaftliche Schwerpunkte
Bei der Erforschung und Dokumentation der Architektur der Herrenhäuser und Kirchen in Lettland, deren Entstehung zumeist auf den deutsch-baltischen Adel zurückgeht, sowie der Beratung und Mitarbeit bei der Restaurierung verschiedener Baudenkmäler hat sich Imants Lancmanis besonders engagiert. Hierfür hat er ein Archiv für Bau- und Kunstdenkmäler aufgebaut, in dem besonders Bauwerke, die heute nicht mehr vorhanden sind, dokumentiert sind.
Lancmanis veröffentlichte regelmäßig in den Fachzeitschriften „Māksla Plus“ und „Latvijas Arhitektūra“ Beiträge über Schlösser und Herrenhäuser in Lettland.

## Veröffentlichungen in deutscher Sprache
- Ernst Johann Biron, 1690 – 1990. Katalog der Ausstellung im Schlossmuseum Ruhenthal, Pils Rundāle 1993
- Gutshof unter den Eichen, Orellen und die Familie von Campenhausen in Livland. Katalog der Ausstellung im Schlossmuseum Rundale und im Herder-Institut Marburg (deutsch/lettisch), 1998, (Verfasser des Katalogs sowie wissenschaftlicher Redakteur)
- Kautzemünde. Riga 1999
- Schloss Rundāle. Pils Rundāle in mehreren Ausgaben bis 2011
- Groß-Eckau. Pils Rundāle 2001
- Garrosen, Lambertshof. Pils Rundāle 2001
- Schwitten, Bersteln. Pils Rundāle 2003
- Schlossmuseum Ruhenthal. Pils Rundāle 2003
- Libau. Eine baltische Hafenstadt zwischen Barock und Klassizismus. Böhlau, Köln 2007
- Lieven-Bersen, Paplacken, Pussen. In der Reihe Herrenhäuser in Kurland, deutsche Bearbeitung und Gestaltung von Klas Lackschewitz, Wehrhalden/Baden 2008
- Rudbahren, Schleck, Groß-Spirgen. In der Reihe Herrenhäuser in Kurland, deutsche Bearbeitung und Gestaltung von Klas Lackschewitz, Wehrhalden/Baden 2009
- Asuppen, Karlsruhe/Livl., Lesten. In der Reihe Herrenhäuser in Kurland, deutsche Bearbeitung und Gestaltung von Klas Lackschewitz, Wehrhalden/Baden 2010
- Amboten, Blieden und Diensdorff. In der Reihe Herrenhäuser in Kurland, deutsche Bearbeitung und Gestaltung von Klas Lackschewitz, Wehrhalden/Baden 2011
- Funkenhof, Linden, Strutteln. In der Reihe Herrenhäuser in Kurland, deutsche Bearbeitung und Gestaltung von Klas Lackschewitz, Wehrhalden/Baden 2012
- Fockenhof, Senten, Zerxten. In der Reihe Herrenhäuser in Kurland, deutsche Bearbeitung und Gestaltung von Klas Lackschewitz, Wehrhalden/Baden 2013
- Groß-Eckau, Nigranden, Waldegahlen. In der Reihe Herrenhäuser in Kurland, deutsche Bearbeitung und Gestaltung von Klas Lackschewitz, Wehrhalden/Baden 2014
- mit Angelika Berči: Bertschy. Das Werk des Architekten Paul Max Bertschy und seiner Söhne in Liepāja/Libau (Digitalisat)
- Architektur Livländischer Gutshäuser. Pils Rundāle 2015

## Auszeichnungen
- 1981: Ehrenzeichen der UdSSR

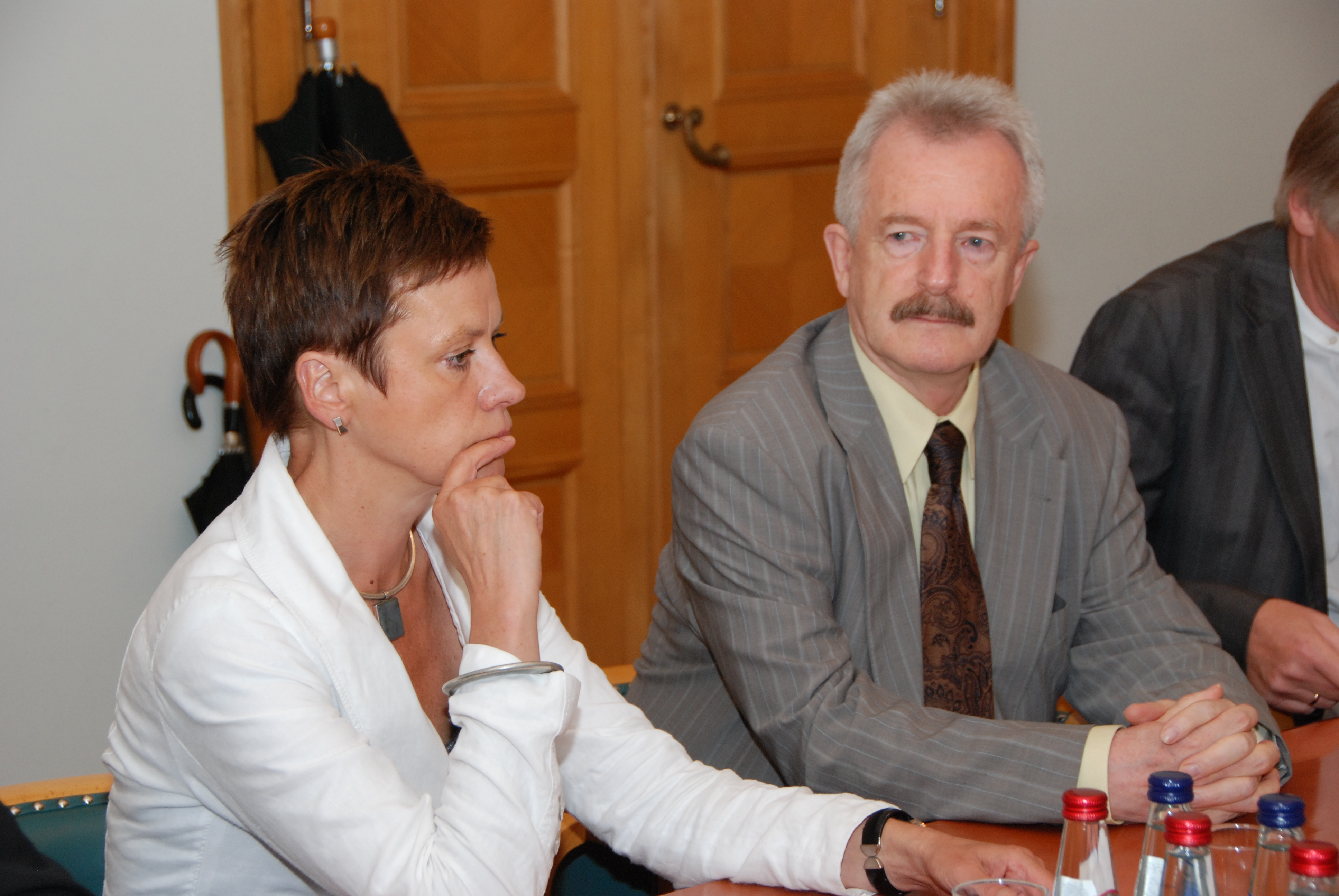
Sarmīte Ēlerte und Imants Lancmanis, 2010

- 1987: Mare Baltikum-Medaille der M.-C.-A.-Stiftung
- 1992: Mitglied der Akademie der Wissenschaften in Lettland
- 1993: korrespondierendes Mitglied der Baltischen Historischen Kommission
- 1994: Offizier des Drei-Sterne-Ordens der Republik Lettland
- 1997: Dr. art. h. c. der Promotionskommission der Kunsthochschulen Lettlands
- 2002: Europäischer Kultur-Projekt-Preis der Stiftung „Pro Europa“
- 2002: Offizier des Ordre national du Mérite Frankreichs
- 2002: Verdienstkreuz der Bundesrepublik Deutschland am Bande
- 2003: Ehrenplakette des Malteser Hilfsdienstes
- 2004: Komtur des Ordine di Meriti der Republik Italien
- 2006: Offizier des Oranien-Nassau-Ordens des Königreichs der Niederlande
- 2007: Kommandeurskreuz der Ehrenlegion Frankreichs
- 2007: Georg-Dehio-Kulturpreis des Deutschen Kulturforums östliches Europa
- 2013: Chevalier des Ordre des Arts et des Lettres Frankreichs
- 2018: Großkreuz des Croix de la Reconnaisance der Republik Lettland
- 2018: Offizier des Verdienstordens der Republik Polen
- 2021: Lettlands Europäer des Jahres der Organisation European Movement International

## Ausstellungen
Unter der Verantwortung und Mitwirkung von Imants Lancmanis fanden regelmäßig Ausstellungen auf Schloss Rundāle statt, darunter
- 1986: Schloss Ruhenthal/Rundāle 1736–1740
- 1986: Das Porträt des 17. Jahrhunderts in Lettland
- 1989: Zinn in der angewandten Kunst Lettlands vom 6. bis zum 20. Jahrhundert
- 1998: Schloss Elley
- 1990: Silber in Lettland vom 5. bis zum 20. Jahrhundert
- 1990: Ernst Johann Biron
- 1996: Schicksale evangelisch-lutherischer Kirchen in der Sowjetzeit
- 1997: Friedrich Hartmann Barisien und seine Zeit. Das Porträt in Lettland im 18. Jahrhundert
- 1998: Gutshof unter den Eichen. Orellen und die Familie von Campenhausen in Livland
- 1998: Kunstschätze des Schlosses Ruhenthal
- 2000: Kurland in Europa. Herzog Peter, das Haus Biron und Kurländische Legenden
- 2002: 30 Jahre Restaurierung des Schlosses Ruhenthal
- 2003: Heraldik in Lettland vom 13. bis zum 20. Jahrhundert
- 2011: Die vergötterte Dorothea. Zum 250. Jubiläum der Herzogin Dorothea von Kurland
- 2012: Von der Gotik bis zum Jugendstil. Die Dekorative Kunst in Europa und Lettland vom 15. bis zum 20. Jahrhundert
- 2014: Herzogin Dorothea von Kurland und das Geschlecht der Grafen Medem
- 2016: Das Geschlecht von Behr in Kurland